# 小林岳夫
小林 岳夫（こばやし たけお、1963年2月6日 - ）は長野県出身の日本のテレビ・映画プロデューサー。現在は株式会社ARROW Bee Agent代表取締役社長を務めている。

## 来歴
2008年から2013年まで活動していたアイドルグループ恵比寿マスカッツのプロデューサー、2015年から2017年まで活動していた“ぽちゃドル（ぽっちゃり型アイドル）”だけを集めたアイドルグループPottya(ぽっちゃ)の総合プロデューサーなどを務めていた。

## 担当番組等

### 現在の担当番組
- RAGE Shadow verse Pro League（AbemaTV）

### 過去の担当番組
- おねだりマスカットSP!（2011年10月5日 - 2013年3月30日 テレビ東京）
- おねだりマスカットDX!（2010年10月6日 - 2011年9月28日 テレビ東京）
- ちょいとマスカット!（2010年4月7日　-　2010年9月29日 テレビ東京）
- おねだり!!マスカット（2009年4月6日 - 2010年3月22日 テレビ大阪）
- おねがい!マスカット（2008年4月7日 - 2009年3月31日 テレビ大阪）
- 淀川★キャデラック（2007年 - 、テレビ大阪）
- プリティガレッジ（2005年4月1日 - 2005年9月30日 日本テレビ）
- ガガガガガレッジセール（2005年10月7日 - 2006年3月31日 日本テレビ）
- 一杯いきますか!!（働く人たちを救う一杯のものがたり〜）(2008年7月12日 オムニバスドラマ テレビ大阪)[2]
- 業界LOVE STORY〜だからテレビはおもしろい〜（2011年5月4日 テレビドラマ 笑軍様+東海テレビ）[3]
- 衝撃ゴウライガン!!（2013年10月4日 - 2013年12月27日 テレビ東京）

### 過去に担当した映画
- 問題のない私たち（2004年 製作プロデューサー）
- ピューと吹く!ジャガー（2008年 ラインプロデューサー=予算面の製作進行の責任者）
- 旅立ち〜足寄より〜（2009年 製作プロデューサー）